# Lepidodactylus balioburius
Lepidodactylus balioburius là một loài thằn lằn trong họ Gekkonidae. Loài này được Ota & Crombie mô tả khoa học đầu tiên năm 1989.